# 台東 (台東區)
台東（日语：／ Taitō */?）是東京都台東區的地名。現行行政地名為台東一丁目至四丁目。2013年8月1日為止的人口有7,933人。郵遞區號110-0016。

## 地理
位於台東區南部，屬舊下谷區。東部與小島、鳥越、淺草橋之間以清洲橋通為界，南部鄰千代田區神田和泉町，西部與千代田區神田松永町、台東區秋葉原、上野之間以昭和通為界，北與東上野之間以春日通為界。町域內是商業地與住宅地的商住混合區。

## 歷史
江戶時代，此地屬下谷村，正保年間為御徒眾的居住地。是地名「御徒町」的由來。其他地區為大名屋敷與旗本等武家地。明治5年（1872年），這些武家地成立御徒町一〜三丁目、二長町、竹町。1878年（明治11年）11月2日實施郡區町村編制法，下谷御徒町一-二丁目、下谷二長町、下谷竹町屬東京15區之一的下谷區。其中市村座在1892年（明治25年）從猿若町遷往下谷二長町，一直到1932年（昭和7年）燒毀為止，帶動了本地歌舞伎的風行，之中六代目尾上菊五郎與初代中村吉右衛門的演出贏得高人氣，俗稱「二長町時代」。1964年（昭和39年）實施住居表示制度，御徒町內的一、二丁目及二長町、竹町合併成立台東一-四丁目，廢除行政地名上的御徒町。

### 地名由來
來自於區名。

## 交通
一丁目與二丁目之間是東西向的藏前橋通。東北部春日通下有都營大江戶線新御徒町站，西北部昭和通下有都營大江戶線上野御徒町站與日比谷線仲御徒町站。（也鄰近JR線的御徒町站），町域南部也可利用秋葉原站。

## 設施

### 官公廳、公共設施
- 東京法務局
- 台東區役所台東地區中心
- 台東兒童館台東分室
- 台東兒童館竹町分室
- 台東區立御徒町公園
- 台東區立竹町公園

### 企業、各種團體等
- 首都圏新都市鐵道株式會社
- 株式會社多慶屋
- 凸版印刷株式會社本社
- axis台東管理服務事務所
- 佐竹商店街振興組合
- 株式會社LIFE CORPORATION
- 筑波銀行東京支店
- 大東銀行東京支店
- 三井住友銀行上野支店
- 台東一郵便局
- 台東三郵便局
- 朝日信用金庫本店
- 城北信用金庫上野支店
- 物流經濟新聞國際PR中心
- 東京都縫紉機商工業協同組合
- 東京都經營者協議會
- 東京都知的財產總合中心
- 日本自動化開發

## 教育機關
- 台東區立平成小學校
- 台東區立御徒町台東中學校
- 日本寶飾工藝学院

## 備註
1. ↑  住民基本台帳による町丁名別世帯人口数 平成２５年８月１日現在[永久]